# 弗尔讷区
弗尔讷区（荷蘭語：Arrondissement Veurne）是比利時弗拉芒大區西佛兰德省的一個区。該區轄有5個市鎮，面積275.21平方公里，2020年1月1日人口為61703人。

## 市鎮
弗尔讷区下轄以下市鎮：
- 阿尔弗灵厄姆（Alveringem）
- 德潘讷（De Panne）
- 科克赛德（Koksijde）
- 尼乌波特（Nieuwpoort）
- 弗尔讷（Veurne）